# Luis Ángel Firpo
Luis Ángel Firpo (Junín, 11 ottobre 1894 – Buenos Aires, 7 agosto 1960) è stato un pugile argentino.
Firpo fu attivo a livello mondiale negli anni venti. Era conosciuto come “Il toro selvaggio della Pampa”.
Il 14 settembre 1923 affrontò il campione mondiale dei massimi Jack Dempsey in quello che fu chiamato l'incontro del secolo. Nonostante avesse scaraventato Dempsey fuori dal ring con un pugno, alla fine Firpo fu sconfitto.
Questo evento viene menzionato nel film Rocky, quando Mickey suggerisce a Balboa di essere il suo manager, poiché egli, pur avendo scaraventato fuori dal ring il suo avversario nella stessa sera dell'incontro tra Firpo e Dempsey, non ebbe altrettanto successo a causa del fatto che non avesse un manager.

## Infanzia
Agustín Firpo arrivò a Junín nel 1887 dall'Italia (la famiglia Firpo proveniva dalla Valbrevenna, in valle Scrivia, entroterra di Genova). L'anno seguente si sposò con Ángela Larroza, di origine spagnola. La coppia ebbe quattro figli: Serafina, Luis Ángel, Alfredo e Juan. Alla nascita di quest'ultimo, nel 1902, la madre morì.
Agustín lavorava nel calzaturificio Bazzani.
Il secondo figlio, Luis Ángel, nacque l'11 ottobre 1894 a Junín (Buenos Aires), nella casa di famiglia, e fu presto battezzato nell'antica Iglesia San Ignacio. I suoi padrini si chiamavano Francesco Minotti e Teresa Anselmo. Da piccolo Luis soffrì di problemi alle orecchie e i genitori, nel 1898, lo dovettero portare a Buenos Aires per curarlo. Dopo aver ricevuto l'istruzione elementare, fu portato dal padre a Buenos Aires, dove lavorò in un ristorante, alla Unión Telefónica e poi in una farmacia. Luis Firpo fu esentato dal servizio militare argentino, a causa dei vecchi problemi alle orecchie.
Un aneddoto della sua gioventù dà un'idea della sua prestanza fisica. Luis lavorava come esattore in una fabbrica di mattoni refrattari e, in una occasione, fu assalito da tre uomini mentre camminava per strada con del denaro. I tre lo minacciarono perché consegnasse i soldi. Senza proferire parola, con la serenità che lo caratterizzava, Firpo utilizzò i suoi terribili pugni. Due dei rapinatori rimasero a terra, messi fuori combattimento, e il terzo dovette fuggire per non subire la stessa sorte. Félix Bunge, il proprietario della fabbrica di mattoni, seppe valorizzare le doti di Firpo e lo aiutò anche materialmente perché potesse iniziare la sua carriera di pugile.
Un altro aneddoto simile racconta che, tornando a casa una sera, Firpo trovò il padre che subiva rimproveri da un altro uomo. Mantenne la sua abituale serenità, finché non ce la fece più. Ritenne che l'uomo stesse esagerando e decise di intervenire. Afferrò il visitatore molesto per la collottola e i pantaloni, lo sollevò come se fosse stato un sacco di patate, lo portò fino allo steccato che dava sulla strada, e lo lanciò dall'altra parte.

## Gli inizi

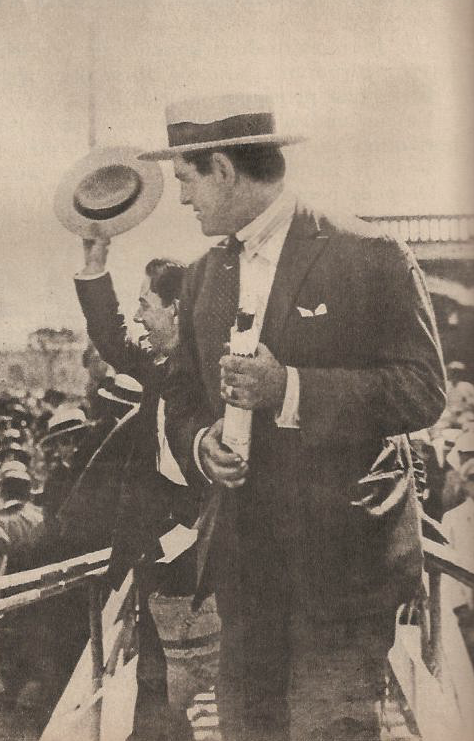
Firpo parte per gli Stati Uniti per affrontare Bill Brennan

Firpo iniziò la sua carriera di professionista il 10 dicembre 1917 a Buenos Aires, disputando un match contro tale Frank Hagney. Originariamente l'arbitro giudicò l'incontro pari, mentre in seguito il verdetto fu cambiato con una vittoria per Firpo. Tra il 1918 e il 1920 combatté 10 incontri in Uruguay e in Cile, di cui 8 vinti (1 KO) e 2 persi (1 KO).
In seguito, fino alla fine del 1921, disputò altri 7 incontri, di cui 6 in Argentina e 1 in Cile. I risultati sono di nuovo buoni: 5 vittorie (4 KO) e un incontro senza verdetto. Nel 1922 partì per la prima tournée negli Stati Uniti, dove disputò altri 3 incontri, uno a Newark e uno a New York. Rientrato in Argentina, prima della fine dell'anno combatté altri 3 incontri a Buenos Aires.
Nel 1923 partì per una seconda tournée negli Stati Uniti, Cuba e Messico, durante la quale incontrò pugili come Bill Brennan, Jim Hibbard, Jack McAuliffe, Jack Herman, Jim Hibbard, Jess Willard, Natalio Pera, Pat McCarthy, Joe Burke, Homer Smith, Charley Weinert e Joe Downey. Firpo disputò 9 incontri vincendoli tutti (8 KO) e 4 esibizioni, guadagnandosi così, grazie al valore dei pugili affrontati, una posizione di tutto rispetto nella graduatoria mondiale.

## Il match del secolo

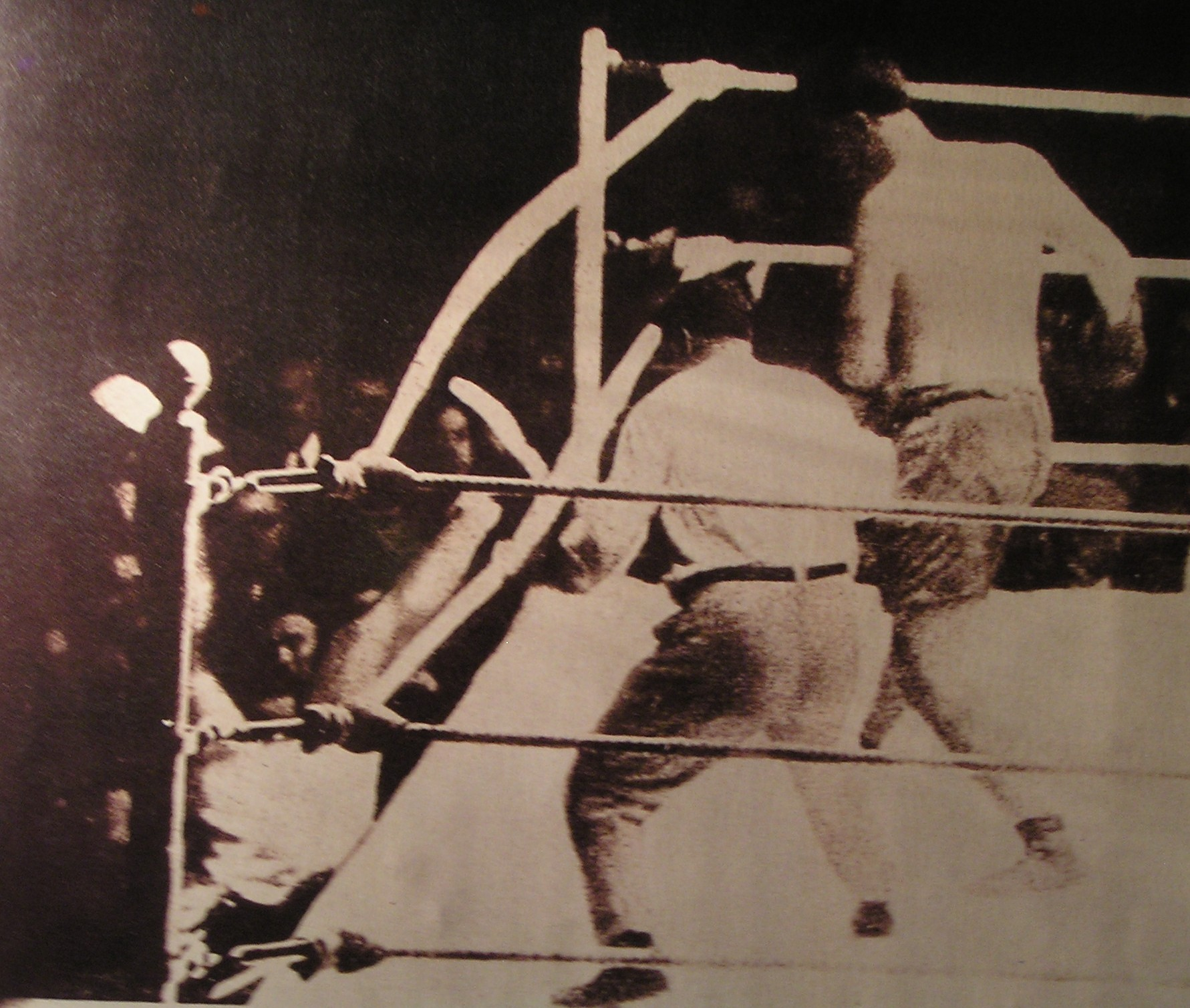
Firpo scaraventa Dempsey fuori dal ring. Fotoradio de la revista El Gráfico.

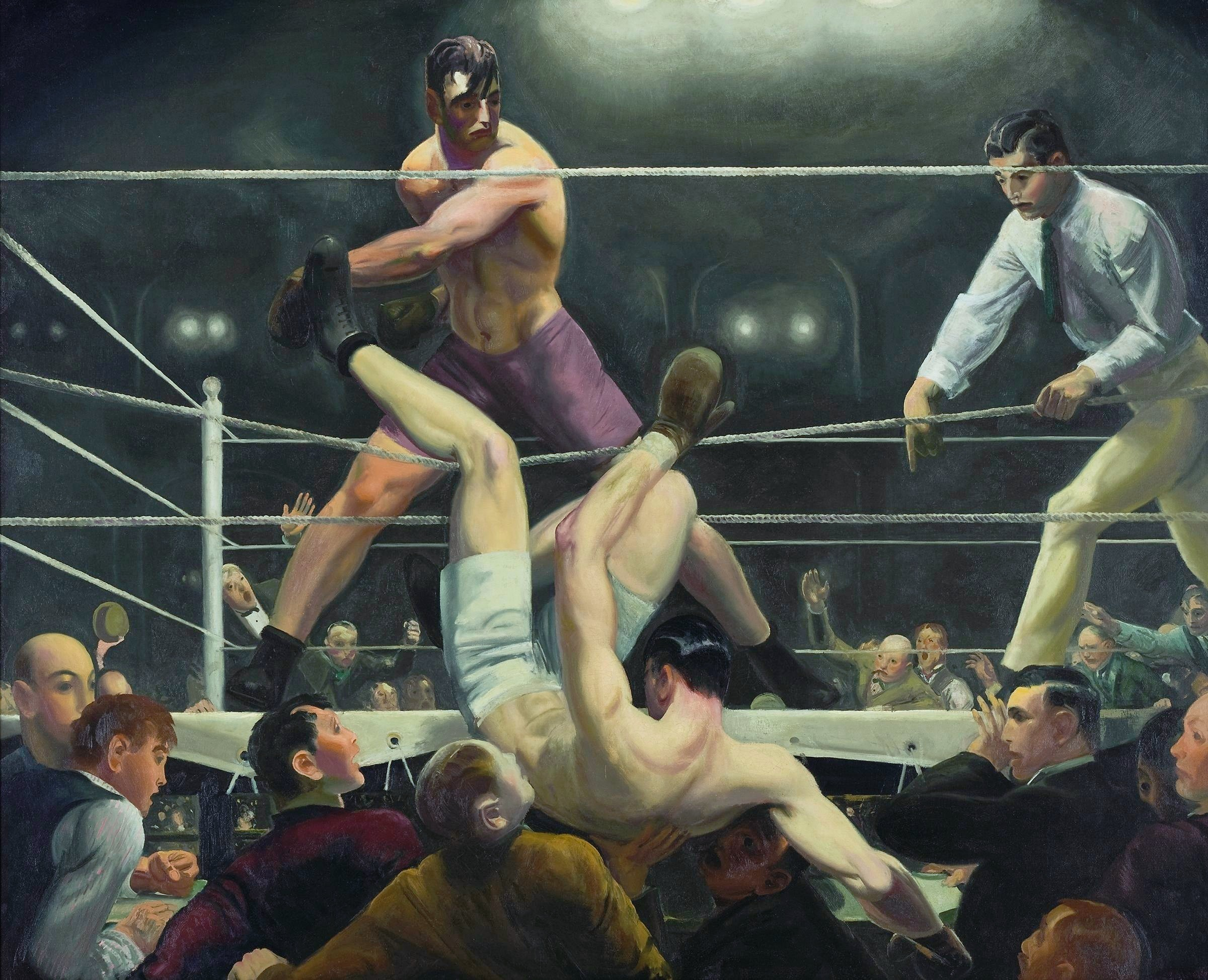
"Dempsey y Firpo", pintura de George Wesley Bellows, 1924.

Il climax della tournée arrivò quando a Firpo venne data l'opportunità di combattere per il titolo mondiale dei pesi massimi, affrontando Jack Dempsey, uno dei più grandi pugili della storia. Era la prima volta che un pugile dell'America Latina arrivava a un risultato di questo livello. In quel momento Firpo aveva 28 anni.
Era il 14 settembre 1923, nello stadio Polo Grounds di New York, e l'incontro si svolse di fronte a 80 000 spettatori.
Verso la fine del primo round, Firpo mise Dempsey alle corde e con un potente destro al mento lo scaraventò fuori dal ring: Dempsey cadde sui giornalisti a bordo ring, colpendo con la testa una macchina per scrivere, procurandosi un taglio nella parte posteriore della testa. Dempsey rimase fuori dal ring dai 14 ai 17 secondi. L'arbitro, tuttavia, con il conteggio era arrivato solo al 9, quando Dempsey, aiutato dai giornalisti, riuscì a risalire sul ring. Il fatto che il conto si fosse svolto in modo irregolare, sommato a quello che Dempsey non fosse risalito sul ring con propri mezzi, diede adito a numerosi reclami che chiedevano che Firpo fosse dichiarato vincitore per KO.
Nel 2º round Dempsey si riprese dall'accaduto e riuscì ad atterrare Firpo tre volte. A causa di ciò il combattimento fu arrestato a circa un minuto dalla campana e Dempsey vinse per KO.

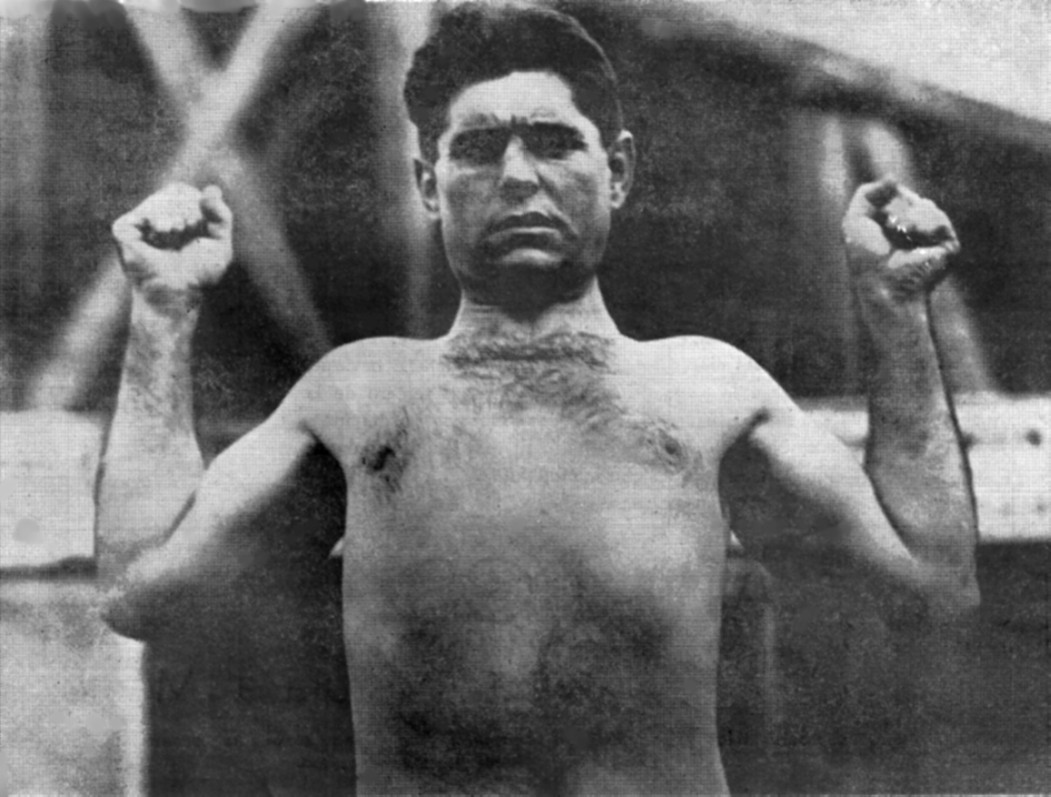
Luis Ángel Firpo.

Dopo "il match del secolo", Firpo si prestò per cinque esibizioni a Montréal, Lima e Buenos Aires. Ritornò ai combattimenti professionali all'inizio del 1924, disputando tre incontri a Buenos Aires. Fedele al suo stile, li vinse tutti prima del limite. Alla fine del 1924 tornò negli Stati Uniti per due esibizioni. Nel 1926 Firpo combatté in Argentina quello che doveva essere il suo ultimo incontro da professionista, vincendolo ai punti contro Erminio Spalla. Rientrò tuttavia dieci anni dopo, nel 1936, disputando ancora 3 incontri. In quel momento aveva 41 anni, ma riuscì a vincere i primi due per KO, perdendo invece l'ultimo per abbandono (contro Arturo Godoy, uno dei migliori massimi dell'America Latina degli anni trenta e quaranta) e ritirandosi definitivamente dalla boxe professionale.

## Dopo la boxe
Al ritorno dal secondo tour negli Stati Uniti, Firpo si era fatto affidare la rappresentanza della marca di automobili Stutz, e più tardi aprì un allevamento di uccelli a Florencio Varela. Una volta ritiratosi, si dedicò principalmente all'allevamento di bestiame, con lo stesso successo che aveva avuto come pugile. Ebbe varie proprietà immobiliari e terriere, tra cui "Los Amigos" (a Bayauca, a 30 km da Junín), "Sin Tregua" e "Sin Descanso" (a Carlos Casares, "La Marión" (a Ameghino), "La Milanesa" (vicino a Luján) e terreni a Mercedes.
Nel 1954 fu insignito "Cavaliere dello sport", in riconoscimento ai suoi meriti. Firpo visitò molto spesso la propria città natale di Junín, che ricordò sempre le sue imprese. Luis Ángel Firpo morì a Buenos Aires la domenica del 7 di agosto del 1960, a causa di un attacco cardiaco, all'età di 65 anni. I suoi resti riposano nel Cimitero della Recoleta, a Buenos Aires.

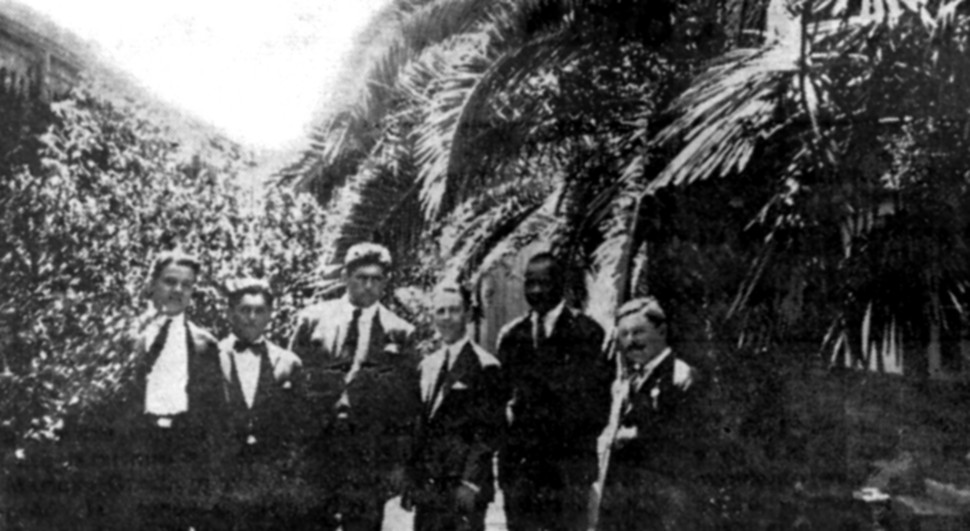
Firpo (terzo da sinistra) nel 1921 nel cortile del cine-bar "Rivadavia", a Junín.